# 562. grenadirska divizija (Wehrmacht)
Za druge 562. divizij glej 562. divizija.

562. grenadirska divizija (izvirno nemško 562. Grenadier-Division) je grenadirska divizija v sestavi redne nemške kopenske vojske med drugo svetovno vojno.

## Zgodovina
Divizija je bila ustanovljena 27. julija 1944 na vadbišču Stablack z reorganizacijo 2. grenadirske divizije Ostpreußen.
9. oktobra 1944 je bila divizija preimenovana v 562. ljudsko grenadirsko divizijo.

## Vojna služba
| Datum          | Delovanje | Korpus     | Armada    | Armadna skupina       | Področje  |
| Avgust 1944    |           | VI. korpus | 4. armada | Armadna skupina Sever | Augustowo |
| September 1944 |           | LV. korpus | 4. armada | Armadna skupina Sever | Narew     |

## Sestava
- 1144. grenadirski polk
- 1145. grenadirski polk
- 1562. artilerijski polk
- 562. fusilirska četa
- 1562. divizijske enote